# Dai Li
Dai Li (戴笠T, Dài LìP) (28 maggio 1897 – 17 marzo 1946) è stato un criminale di guerra e politico cinese.
Studiò all'Accademia militare di Whampoa, dove Chiang Kai-shek fu comandante in capo, per poi diventare capo della polizia segreta di Chiang Kai-shek. Definito "mostruoso strumento della dittatura di Chiang Kai-shek, durante la guerra del Pacifico (1941-1945) la stampa occidentale lo ha paragonato al nazista Heinrich Himmler.

## Biografia
Dai Li aveva solo quattro anni quando il padre morì. All'età di sei anni, fu iscritto a un'accademia privata, la scuola elementare di Linsen, per studiare i classici cinesi. All'età di 16 anni, a causa delle ristrettezze economiche, dovette lasciare la casa e vivere di espedienti. Nel 1925, si iscrisse alla sesta classe dell'Accademia di addestramento ufficiali Whampoa. In quel periodo, cambiò il suo nome in “Dai Li".
Chiang, che aveva incontrato qualche anno prima, lo fece presto diventare un informatore per spiare le attività comuniste all'interno dell'accademia. Nominato capo dell'intelligence dell'esercito del Kuomintang in Cina, Dai Li contribuì a istituire la prima moderna organizzazione di intelligence cinese nel 1928: la “Sezione di indagine clandestina” alle dirette dipendenze del quartier generale dell'Armata di spedizione del Nord, con l'obiettivo di vincere la guerra in anticipo, sedare i disordini a livello nazionale e ridurre al minimo le perdite di vite umane facendo il miglior uso possibile dell'intelligence militare e politica. Fu anche a capo della Società delle Camicie Blu, un'organizzazione ultranazionalista che forniva sicurezza e intelligence a Chiang. Per reprimere le attività comuniste, Dai ricorse a mezzi extragiudiziali, tra cui assassinii, arresti arbitrari e torture, con l'approvazione esplicita o tacita di Chiang. Collaborò con gli Stati Uniti durante la Seconda Guerra Mondiale, imparando nuovi metodi di spionaggio e facendo crescere la sua forza di guerriglia fino a circa 70.000 uomini. Dopo la firma del Trattato di Organizzazione Cooperativa Sino-Americana nel 1942, fu nominato capo delle attività di intelligence sino-americane. 
Morì in un incidente aereo il 17 marzo 1946.